# Tawfiq al-Suwaidi
Tawfiq al-Suwaidi (arabisch توفيق السويدي, DMG Taufīq as-Suwaidī; * 1891 oder 1892 in Bagdad; † 1968 in Beirut) war ein irakischer Rechtsanwalt und Politiker. Er bekleidete drei Mal das Amt des Premierministers und hatte viele weitere politische Ämter.

## Leben

### Familie
Tawfiq al-Suwaidi wurde 1891 (oder 1892) in Bagdad, welches sich damals im osmanischen Herrschaftsgebiet befand, geboren. Sein Vater Yusif al-Suwaidi (* 1854) war Richter und Oberhaupt der wohlhabenden, sunnitischen al Suwaidi Familie, welche sehr viel Einfluss in Bagdad hatte. Sein Vater war ein Verfechter des arabischen Nationalismus und Mitglied der Arabischen Nationalen Partei. Obwohl die arabischen Nationalisten die osmanische Herrschaft grundsätzlich nicht infrage stellten, sondern gelegentlich Autonomie, Reformen und Dezentralisierung forderten, wurden diese vom jungtürikschen Komitee für Einheit und Fortschritt verfolgt. Sein Bruder Naji al-Suwaidi (1883–1945) beteiligte sich ebenfalls an der Bewegung und wurde später auch eine wichtige politische Persönlichkeit im Irak (Premierminister 1929–1930).

### Studium und Wehrdienst
Tawfiq al-Suwaidi absolvierte ein rechtswissenschaftliches Studium an der Universität Istanbul und der Universität von Paris (Sorbonne). In Paris nahm er auch an der Arabischen Konferenz teil, welche 1913 zur Stärkung und Förderung des arabischen Nationalismus einberufen worden war, um den Irak zu repräsentieren. Außerdem beteiligte er sich in der Jungen arabischen Gesellschaft (ar.: al 'Arabiya al Fetat, en.: Young Arab Society), welche sich für den arabischen Nationalismus und mehr Autonomie einsetze. Mit dem Beginn des Ersten Weltkrieges wurde er in die osmanische Armee einberufen und diente dort bis zum Ende des Krieges 1918. Er schloss sich somit der Arabischen Revolte in Hedschas unter Hussain ibn Ali und dem späteren König von Irak, Faisal I nicht an.

### Engagement für die Unabhängigkeit Iraks
Nach dem Krieg schloss er sich der Gesellschaft des Irakischen Bundes (ar.: Al-'Ahd al-'Iraqi, en.: The Iraqi Covenant Society) mit dem Hauptsitz in Damaskus, an. Die Gesellschaft bestand sowohl aus Offizieren der osmanischen Armee als auch aus Offizieren, die unter Faisal I gedient hatten. Das Ziel der Gesellschaft war ein unabhängiger irakischer Nationalstaat, weshalb Propaganda gegen die Briten und für Abdallah ibn Hussain, welcher als irakischer König gesehen wurde, gemacht wurde. Am 7. (oder 8.) März 1920 wurde von der Gesellschaft der Irakische Kongress einberufen, der von Tawfiq al-Suwaidi als Präsident geführt wurde und sowohl die Unabhängigkeit des Iraks als auch die Herrschaft von Abdallah ibn Hussain proklamierte.
Die britische Regierung akzeptierte das jedoch nicht. In der Konferenz von Sanremo erhielt Großbritannien das Mandat für den Irak und Frankreich für Syrien. Dies zerschlug jegliche Hoffnungen der arabischen Nationalisten, zumal weder die Unabhängigkeit Iraks erreicht wurde, noch der einzige arabische Staat, das Königreich Syrien, erhalten blieb, da das Königreich nach der Niederlage im Französisch-Syrischen Krieg aufgelöst wurde. Diese Enttäuschungen kulminierten im irakischen Aufstand von 1920, der blutig niedergeschlagen wurde. Der Aufstand machte eine direkte britische Regierung des Iraks sehr gefährlich und trug maßgeblich zur Konferenz von Kairo und der Gründung des Königreichs Irak bei. Die Mandatszeit wurde im Bündnisvertrag von 1922 auf 20 Jahre (später auf 10 Jahre reduziert) festgelegt.

### Politische Ämter im Königreich Irak unter Faisal I. (1921–1933)
Während der Regierungszeit von Faisal I (1921–1933) hatte Tawfiq al-Suwaidi zahlreiche politische Ämter inne. Von 1921 bis 1929 war er Rechtsberater der irakischen Regierung. 1923 (oder 1922) wurde er Dekan der juristischen Fakultät an der Universität Bagdad. 1925 war er als Justizminister und 1928 als Bildungsminister tätig.
Am 28. April 1929 wurde er Premierminister (und gleichzeitig Außenminister) des Irak, nachdem es der Regierung von Abd al Muhsin Saʿdun nicht gelungen war, die britische Dominanz im Irak mit dem Bündnisvertrag von 1927 entscheidend zu schwächen, und diese zurücktrat. Er verblieb jedoch nur bis zum 19. September 1929 im Amt und wurde wieder durch Abd al Muhsin Saʿdun ersetzt, zumal dieser als durchsetzungsfähiger galt und neue Verhandlungen mit der neugewählten britischen Labour-Regierung führen sollte, von der man sich Konzessionen versprach. Tawfiq al-Suwaidi wurde daraufhin zum Präsidenten des irakischen Unterhauses ernannt. In seiner kurzen Amtszeit als Bildungsminister und Premierminister schaffte es Tawfiq al-Suwaidi, Reformen im Bereich des Bildungswesens und des Justizwesens durchzuführen.
Nachdem das Mandat Großbritanniens ausgelaufen war, wurde das Königreich Irak 1932 offiziell unabhängig und trat dem Völkerbund bei. Allerdings konnte sich Großbritannien einige Privilegien sichern und hatte nach wie vor Einfluss auf den Irak. Auch war das Land sehr gespalten, da viele ethnische und konfessionelle Gruppen unterschiedliche Ziele verfolgten. 1933 gab es einen Aufstand der Assyrer, der jedoch vom Militär blutig niedergeschlagen wurde (Massaker von Semile). Im selben Jahr änderte sich auch das Staatsoberhaupt, denn der König Faisal I. verstarb 1933 und es folgte sein Sohn Ghazi (1933–1939).

### Ämter als Außenminister und Premier während der Minderjährigkeit von Faisal II. (1934–1946)
Tawfiq al-Suwaidi diente 1934 als Außenminister und 1935 als Rechnungsprüfer. Nach schiitischen Unruhen 1935 erfolgte 1936 ein Putsch von Hikmat Sulaiman, der sich zum Premierminister erklärte, 1937 aber wieder zum Rücktritt gezwungen wurde. Im nachfolgenden Kabinett (1937–1938) wurde Tawfiq al-Suwaidi erneut Außenminister, konnte jedoch keine außenpolitischen Erfolge erzielen, zumal Verhandlungen mit Kuwait zur Übergabe der Inseln Warba und Bubiyan, die Irak zur Sicherung seiner Wasserwege brauchte, scheiterten.
1941 wurde seine nur wenige Monate andauernde Amtszeit als Außenminister, von dem Militärputsch durch das Goldene Quadrat beendet. Nach der Beseitigung der Putschisten durch das britische Militär im selben Jahr wurde Tawfiq al-Suwaidi von 1943 bis 1944 Vizepremierminister und am 23. Februar 1946 das zweite Mal Premierminister und Außenminister. Während seiner Regierungszeit schaffte Tawfiq al-Suwaidi den Notzustand ab, der noch im Zweiten Weltkrieg ausgerufen worden war, was zu mehr Freiheit im Land führte. So wurden wieder politische Parteien und Gewerkschaften erlaubt und die Zensur wurde aufgehoben. Er selbst schloss sich der Liberalen Partei an. Allerdings war auch der Widerstand der Großgrundbesitzer, konservativer Kreise und Briten groß, sodass Tawfiq al-Suwaidi am 1. Juni 1946 von Abd ul-Ilah, welcher für den damals minderjährigen Faisal II. (1953–1958) als Regent agierte, abgesetzt wurde.
Die neue Regierung schuf viele Änderungen, die Tawfiq al-Suwaidi eingeführt hatte, wieder ab, was wiederum von der Presse und der breiten Bevölkerung negativ gesehen wurde. Als 1948 der Vertrag von Portsmouth von der irakischen Regierung unterzeichnet werden sollte (Tawfiq al-Suwaidi war auch an der Delegation beteiligt, tat dies aber widerwillig auf Druck des Regenten), welcher britische Privilegien bis ins Jahr 1973 garantieren sollte, brachen Aufstände aus, so dass der Vertrag nicht ratifiziert wurde.

### Letzte Regierungsämter als Premier-, Vizepremier- und Außenminister (1950–1958)
Vom 5. Februar 1950 bis zum 15. September 1950 hatte er das letzte Mal das Amt des Premierministers inne, gleichzeitig war er auch Außenminister. In dieser Regierungsphase hatte er vor allem mit zwei Problemen zu kämpfen:
Erstens begannen viele Juden nach dem Palästinakrieg, nach der Etablierung von Israel und einer immer stärker werdenden Verfolgung den Irak zu verlassen. Dies geschah vor allem illegal und hatte negative Folgen für den Irak, da Kapital und gebildete und einflussreiche Menschen das Land verließen. Das Ausbürgerungsgesetz, welches von Tawfiq al-Suwaidi 1950 eingeführt wurde und ein Jahr gültig sein sollte, sollte die illegale Ausreise verhindern. Das Gesetz bot allen irakischen Juden an, auf die irakische Staatsbürgerschaft zu verzichten und nach Israel auszuwandern. Dadurch sollten die armen Juden, welche meist zionistisch und kommunistisch geprägt waren, zum Verlassen des Landes bewegt werden, und die reichen Juden und somit auch das Kapital in Irak verbleiben, zumal die Lage der Auswanderer in Israel ziemlich prekär war. Allerdings schlug dieser Plan fehl, da sich die Stimmung im Irak noch stärker gegen die Juden wendete. In der Folge verließen fast alle Juden (125.000) das Land. Allerdings konnte das Land Israel, mit dem das Gesetz abgesprochen worden war, dadurch geschwächt werden, zumal es nicht die finanziellen Mittel besaß, so viele Menschen aufzunehmen (gleichzeitig wanderten auch osteuropäische Juden in Israel ein).
Zweitens hatte der Irak nach dem Zweiten Weltkrieg starke wirtschaftliche Entwicklungsprobleme. Das Kabinett unter Tawfiq al-Suwaidi beschloss deshalb, einen Entwicklungsrat einzuberufen, welcher aus Experten bestehen und Entwicklungsprojekte fördern sollte. Trotz Kritik am apolitischen Charakter des Rates konnte das Projekt durchgesetzt werden.
Nach kurzzeitiger Besetzung des Außenministerpostens 1951 und 1953 wurde er 1958 nach der Gründung der Arabischen Föderation erneut zum Außenminister und Vizepremierminister ernannt.

### Verlust der Ämter nach dem Staatsstreich und Exil (1958–1968)
Auch diese Ämter behielt er nicht lange, denn am 14. Juli 1958 putschte das irakische Militär gegen die Regierung und rief die Republik aus. Die wichtigsten Staatsträger Nuri al-Said und Faisal II wurden ermordet, Tawfiq al-Suwaidi wurde zu einer lebenslangen Haftstrafe verurteilt, jedoch kurze Zeit später begnadigt und ins Exil geschickt, wo er auch seine Memoiren schrieb. Er starb im Jahre 1968 in Beirut.

## Politische Ansichten
In seiner Jugend war Tawfiq al-Suwaidi ein arabischer Nationalist. Er tolerierte die osmanische Herrschaft (er kritisierte sogar die separatistische Haltung der Christen) und engagierte sich vor allem gegen den Einfluss der Briten im Irak. Obwohl er während seiner politischen Laufbahn im Königreich Irak nicht öffentlich gegen die britische Dominanz vorging, radikale Nationalisten nicht unterstützte (so drohte er z. B. als Bildungsminister 1928, Waffen gegen protestierende Studierende einzusetzen) und eine liberale Politik bevorzugte, behielt er den Geist des arabischen Nationalismus bei. Dies belegt seine Kritik an der irakischen Politik, welche nicht in der Lage war, die Ideale des arabischen Nationalismus zu leben und seine Ressentiments gegenüber Assyrern, Schiiten, Kommunisten, und Juden. Auch die ablehnende Haltung der Briten (welche dem arabischen Nationalismus nichts abgewinnen konnten) gegenüber Tawfiq al-Suwaidi deutet darauf hin.